# Кременчуцький завод металевих виробів
«Кременчу́цький заво́д метале́вих ви́робів» — підприємство з дерево- та металообробки в Кременчуці. Засноване 1940 року, з 2008 входить до Крюківського вагонобудівного заводу.

## Історія
27 квітня 1940 року за наказом Народного комісара СРСР № 257 у Кременчуці було створено стовбопросочувальний пункт. Протягом близько двадцяти років пункт повністю належав до деревообробної промисловості, основною продукцією були стовпи та траверси для повітряних ліній зв'язку.
1963 року було збудовано цех з виробництва металевого оснащення для телефонних і телеграфних стовпів. Наступного року додався цех автоматичного просочування, що дало можливість збільшити обсяг продукції до 4700 м³ деревини на рік.
15 травня 1965 року за наказом Міністерства зв'язку СРСР № 147 пункт було перейменовано в Кременчуцький стовбопросочувальний завод. З початком 1970-х років підприємство почало виготовляти спеціальні металеві конструкції для телефонних і телеграфних стовпів. З часом номенклатура виробництва розширилась, а технічна складність продукції збільшилась.
Після розширення виробництва у 1990—1991 роках підприємство вже могло виготовляти ангари та торгові павільйони.
1994 року державне підприємство «Кременчуцький завод спеціальних металевих конструкцій для ліній зв'язку» переформувалось у відкрите акціонерне товариство під сучасною назвою.
З 2008 року завод входить у ВАТ «Крюківський вагонобудівний завод».
31 березня 2011 року було прийняте рішення реорганізувати підприємство з відкритого акціонерного товариства у публічне.

## Продукція
Завод виготовляє наступну продукцію:
- Дерев'яні шпали для залізничних і трамвайних колій
- Металеві споруди та каркаси
- Чавунні та сталеві конструкції
- Металеві резервуари, цистерни, контейнери

### Послуги
Підприємство також надає послуги обробки металів.